# Marzena Liedke
Marzena Liedke – polska historyczka, doktor habilitowana nauk humanistycznych, profesor Uniwersytetu w Białymstoku, specjalizująca się w historii nowożytnej Polski, Wielkiego Księstwa Litewskiego i naukach pomocniczych historii.

## Życiorys
W 1992 uzyskała tytuł magistra historii na Wydziale Humanistycznym Filii Uniwersytetu Warszawskiego w Białymstoku. 15 maja 2003 obroniła już na Uniwersytecie w Białymstoku doktorat Wpływ wyznań reformacyjnych na ruską magnaterię i szlachtę Wielkiego Księstwa Litewskiego w XVI i pierwszej połowie XVII wieku (do końca panowania Zygmunta III Wazy); promotor: Stanisław Alexandrowicz. 15 grudnia 2016 habilitowała się tamże na podstawie pracy Rodzina magnacka w Wielkim Księstwie Litewskim w XVI–XVIII wieku. Studium demograficzno–społeczne.
Zawodowo od początku związana z macierzystą uczelnią. W 1994 została zatrudniona na stanowisku asystentki; w 2005 otrzymała etat adiunktki.
Członkini Polskiego Towarzystwa Historycznego oraz Białoruskiego Towarzystwa Historycznego. 
Wyróżniona Medalem Komisji Edukacji Narodowej (2013) oraz nagrodami rektora UwB za działalność naukową (2003) i organizacyjną (2008, 2012, 2013). W 2021 odznaczona Złotym Krzyżem Zasługi.

## Publikacje
- Od prawosławia do katolicyzmu: ruscy możni i szlachta Wielkiego Księstwa Litewskiego wobec wyznań reformacyjnych, Białystok: Wydawnictwo Uniwersytetu w Białymstoku, 2004, ISBN 83-7431-021-9.
- Akta synodów prowincjonalnych Jednoty Litewskiej : 1626–1637, opr. Marzena Liedke i Piotr Guzowski, Warszawa: Semper, 2011, ISBN 978-83-7507-113-9.
- Rodzina magnacka w Wielkim Księstwie Litewskim w XVI–XVIII wieku : studium demograficzno–społeczne, Białystok: Instytut Badań nad Dziedzictwem Kulturowym Europy, 2016, ISBN 978-83-64103-05-6.
- Akta synodów prowincjonalnych Jednoty Litewskiej : 1638–1655, opr. Marzena Liedke i Piotr Guzowski, Warszawa: Semper, 2023, ISBN 978-83-7507-217-4.